# PKP-Baureihe ED70
Die Baureihe ED70 waren vierteilige elektrische Triebzüge der Polnischen Staatsbahnen (PKP). Sie waren für den Schnellverkehr in den Ballungsräumen Warschau und Katowice vorgesehen.
Hier wurden die Fahrzeuge bis Ende der 1960er Jahre eingesetzt. Danach wurden sie noch bis Mitte der 1970er Jahre im Sonderzugdienst verwendet. 1977 wurden sie aus dem Verkehr genommen und Anfang der 1980er Jahre verschrottet.

## Geschichte
Es war ursprünglich geplant, zehn Exemplare für den Schnellverkehr von Warschau nach Katowice mit einer Höchstgeschwindigkeit von 135 km/h zu bauen. 1957 wurden zwei Exemplare ausgeliefert und zuerst als E58-01 und 02, später als ED70-001 und 002 bezeichnet. Nach dem 1957 erfolgten Probebetrieb auf der 344 km langen Strecke von Warschau nach Gliwice stellte sich heraus, dass die Fahrzeuge Mängel in der elektrischen Ausrüstung besaßen, sodass die Lieferung der weiteren Fahrzeuge nicht realisiert wurde.
Die ED70-001 und 002 wurden dem Bahnbetriebswerk Warszawa Grochów zugeteilt. Ursprünglich wurden sie für die planmäßigen Schnellzüge Gornik nach Katowice und Lech nach Poznań Główny verwendet. Nach 1968 wurden sie aus dem Regelverkehr genommen, da es zu viele Probleme gab. Sie wurden dafür im Sonderzugdienst verwendet. 1977 wurden sie abgestellt und Anfang 1980 verschrottet.

## Technische Beschreibung
Die luxuriös ausgestatteten Züge bestanden aus zwei Triebwagen an den Zugenden und zwei Mittelwagen. Jeder Wagen besaß eine Toilette. In den Triebwagen befanden sich 50, in den Mittelwagen 44 Sitzplätze 1. Klasse. Ein Mittelwagen besaß eine Küche und gegenüberliegend ein Büfett, der andere eine Anrichte, einen Gepäck- sowie einen Postraum. Die Sitzplätze mit Kunstlederbezug hatten die Anordnung 2+1, die Fahrgasträume besaßen an den Wänden Mahagoniplatten. Die Decken erhielten Platten mit Ahornfutter. Miteinander gekuppelt waren die Wagen über Scharfenbergkupplungen, zum Schutz der Reisenden waren an den Übergängen äußere und innere Faltenbälge vorhanden.
Die elektrische Ausrüstung der Fahrzeuge war von LEW Hennigsdorf geliefert worden. Je Triebwagen waren zwei Stromabnehmer vorhanden. Vier Fahrmotoren mit je 185 kW Leistung besorgten den Antrieb. Die Luftheizung konnte im Sommer zur Belüftung verwendet werden. Die Nebenräume besaßen eine elektrische Heizung.